# Floridachoerus
Floridachoerus olseni è un pecari estinto vissuto durante l'Hemingfordiano del tardo Miocene ed era endemico del Nord America.
F. olseni è esistito per circa 4,46 milioni di anni. I resti di questo mammifero estinto sono stati ritrovati in due ricerche presso il sito di Thomas Farm, ricco di fossili, nella contea di Gilchrist (Florida) e nel sito di Toledo Bend, nella contea di Newton (Texas).
Floridachoerus olseni prende il nome da Stanley. J. Olsen del Florida Geological Survey nel 1962. Olsen, in precedenza, ha lavorato presso il sito per l'Università di Harvard.

## Litologia dei siti
- Sito di Thomas Farm[1]: un'antica dolina con un sistema di grotte non insolito per il N. Florida. Si trova all'interno di un'arenaria calcarea con argilla blu. I fossili provengono da più orizzonti tra cui un'argilla unita; uno strato di palle di argilla, sabbia color limo; un letto di calcare, massi con ghiaia e matrice di sabbia calcarea;  un'argilla bluastra stratificata. La maggior parte del materiale proviene dalla sabbia calcarea. La biocronologia indica un'origine Hemingfordiana antica attraverso la presenza dell'orso Phoberocyon, il mustelide Leptarctus, il rinoceronte Floridaceras e Metatomarctus, un canide. Il sito di Thomas Farm si trova sulla Formazione di Alachua.
- Sito di Toledo Bend[2]: un riempimento di paleocastro grossolano; un conglomerato probabilmente da un episodio di violenta dilagante mescolanza di materiali  (Albright, 1999). Sono stati ritrovati diversi altri mammiferi tra cui due altri Tayassuidae (Marshochoerus, Hesperhys) tre specie di rinoceronte, due specie di cavallo, Daeodon, Daphoedon e un Nothokemas .